# Campeonato da Europa de Atletismo de 2010 - 100 m feminino
A prova dos 100 metros feminino do Campeonato da Europa de Atletismo de 2010 foi disputada entre os dias 28 e 29 de julho de 2010 no Lluís Companys em Barcelona,  na Espanha. 

## Recordes
Antes desta competição, os recordes mundiais e do campeonato nesta prova eram os seguintes:
|                       | Nome                     | Nacionalidade  | Tempo  | Local        | Data                 |
| --------------------- | ------------------------ | -------------- | ------ | ------------ | -------------------- |
| Recorde mundial       | Florence Griffith Joyner | Estados Unidos | 10s 49 | Indianápolis | 16 de julho de 1988  |
| Recorde do campeonato | Christine Arron          | França         | 10s 73 | Budapeste    | 19 de agosto de 1988 |
| Recorde europeu       | Christine Arron          | França         | 10s 73 | Budapeste    | 19 de agosto de 1988 |

## Medalhistas
| Ouro                | Prata                | Bronze               |
| Verena Sailer (DEU) | Véronique Mang (FRA) | Myriam Soumaré (FRA) |

## Cronograma
Todos os horários são locais (UTC+2).
| Data        | Hora  | Evento    |
| ----------- | ----- | --------- |
| 28 de julho | 10:40 | Bateria   |
| 29 de julho | 20:20 | Semifinal |
| 29 de julho | 21:45 | Final     |

## Resultados

### Bateria
Qualificação: 3 atletas de cada bateria  (Q) mais os  4 melhores qualificados (q). 
Bateria 1
| Posição | Raia | Atleta                 | Nacionalidade | Reação          | Tempo | Notas                |
| ------- | ---- | ---------------------- | ------------- | --------------- | ----- | -------------------- |
| 1       | 1    | Ezinne Okparaebo       | Noruega       | 0.183           | 11.35 | Q                    |
| 2       | 8    | Myriam Soumaré         | França        | 0.195           | 11.35 | Q, =                 |
| 3       | 4    | Yuna Mekhti-Zade       | Rússia        | 0.184           | 11.52 | Q                    |
| 4       | 7    | Ailis McSweeney        | Irlanda       | 0.174           | 11.52 | q                    |
| 5       | 6    | Alena Neumiarzhitskaya | Bielorrússia  | 0.210           | 11.63 |                      |
| 6       | 2    | Tina Murn              | Eslovênia     | 0.235           | 11.70 | Recorde da temporada |
| 7       | 3    | Andreea Ograzeanu      | Roménia       | 0.206           | 11.78 |                      |
| 8       | 5    | Manuela Levorato       | Itália        | 0.171           | 11.80 |                      |
|         |      |                        |               | Vento: -0.7 m/s |       |                      |

Bateria 2
| Posição | Raia | Atleta           | Nacionalidade      | Reação          | Tempo | Notas |
| ------- | ---- | ---------------- | ------------------ | --------------- | ----- | ----- |
| 1       | 5    | Véronique Mang   | França             | 0.144           | 11.35 | Q     |
| 2       | 2    | Yeoryía Koklóni  | Grécia             | 0.182           | 11.50 | Q     |
| 3       | 6    | Olesya Povh      | Ucrânia            | 0.151           | 11.58 | Q     |
| 4       | 7    | Yasmin Kwadwo    | Alemanha           | 0.205           | 11.68 |       |
| 5       | 1    | Katerina Cechová | Chéquia            | 0.188           | 11.69 |       |
| 6       | 4    | Inna Eftimova    | Bulgária           | 0.168           | 11.79 |       |
| 7       | 3    | Marika Popowicz  | Polónia            | 0.218           | 11.80 |       |
| 8       | 8    | Ivana Rozman     | Macedônia do Norte | 0.194           | 12.90 |       |
|         |      |                  |                    | Vento: -1.9 m/s |       |       |

Bateria 3
| Posição | Raia | Atleta             | Nacionalidade | Reação          | Tempo | Notas |
| ------- | ---- | ------------------ | ------------- | --------------- | ----- | ----- |
| 1       | 4    | Verena Sailer      | Alemanha      | 0.180           | 11.27 | Q     |
| 2       | 7    | Mariya Ryemyen     | Ucrânia       | 0.208           | 11.38 | Q     |
| 3       | 5    | Christine Arron    | França        | 0.207           | 11.45 | Q     |
| 4       | 6    | Digna Luz Murillo  | Espanha       | 0.165           | 11.52 | q     |
| 5       | 1    | Yuliya Katsura     | Rússia        | 0.183           | 11.57 |       |
| 6       | 3    | Ivet Lalova        | Bulgária      | 0.156           | 11.58 |       |
| 7       | 8    | Yulia Nestsiarenka | Bielorrússia  | 0.179           | 11.58 |       |
| 8       | 2    | Lena Berntsson     | Suécia        | 0.202           | 11.84 |       |
|         |      |                    |               | Vento: -1.5 m/s |       |       |

Bateria 4
| Posição | Raia | Atleta              | Nacionalidade | Reação          | Tempo | Notas           |
| ------- | ---- | ------------------- | ------------- | --------------- | ----- | --------------- |
| 1       | 3    | Anna Gurova         | Rússia        | 0.174           | 11.42 | Q               |
| 2       | 7    | Laura Turner        | Reino Unido   | 0.203           | 11.45 | Q               |
| 3       | 6    | Lina Grinčikaitė    | Lituânia      | 0.208           | 11.48 | Q               |
| 4       | 5    | Anne Möllinger      | Alemanha      | 0.166           | 11.51 | q               |
| 5       | 2    | Nataliya Pohrebnyak | Ucrânia       | 0.175           | 11.53 | q               |
| 6       | 1    | Yuliya Balykina     | Bielorrússia  | 0.214           | 11.55 |                 |
| 7       | 8    | Sara Maroncelli     | San Marino    | 0.210           | 12.64 | Recorde pessoal |
| –       | 4    | Folake Akinyemi     | Noruega       | 0.170           |       | DNF             |
|         |      |                     |               | Vento: -0.6 m/s |       |                 |

### Semifinal
Qualificação: 3 atletas de cada bateria  (Q) mais os  2 melhores qualificados (q). 
Semifinal 1
| Posição. | Raia | Atleta            | Nacionalidade | Tempo | Notas                |
| -------- | ---- | ----------------- | ------------- | ----- | -------------------- |
| 1        | 5    | Véronique Mang    | França        | 11.12 | Q,                   |
| 2        | 4    | Ezinne Okparaebo  | Noruega       | 11.23 | Q,                   |
| 3        | 3    | Mariya Ryemyen    | Ucrânia       | 11.25 | Q,                   |
| 4        | 7    | Lina Grinčikaitė  | Lituânia      | 11.35 | Recorde da temporada |
| 5        | 6    | Laura Turner      | Reino Unido   | 11.41 |                      |
| 6        | 8    | Yuna Mekhti-Zade  | Rússia        | 11.43 |                      |
| 7        | 1    | Digna Luz Murillo | Espanha       | 11.44 |                      |
| 8        | 2    | Anne Möllinger    | Alemanha      | 11.60 |                      |

Semifinal 2
| Posição. | Raia | Atleta              | Nacionalidade | Tempo | Notas |
| -------- | ---- | ------------------- | ------------- | ----- | ----- |
| 1        | 5    | Verena Sailer       | Alemanha      | 11.06 | Q     |
| 2        | 4    | Myriam Soumaré      | França        | 11.13 | Q     |
| 3        | 8    | Christine Arron     | França        | 11.24 | Q     |
| 4        | 3    | Yeoryía Koklóni     | Grécia        | 11.26 | q     |
| 5        | 6    | Anna Gurova         | Rússia        | 11.31 | q     |
| 6        | 2    | Ailis McSweeney     | Irlanda       | 11.32 |       |
| 7        | 7    | Olesya Povh         | Ucrânia       | 11.33 |       |
| 8        | 1    | Nataliya Pohrebnyak | Ucrânia       | 11.34 |       |

### Final

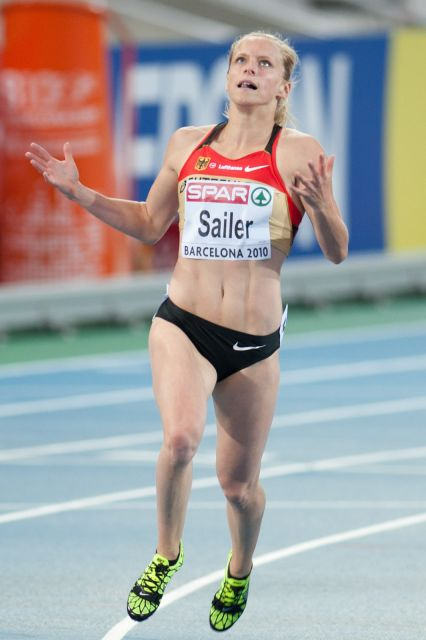
Sailer, da Alemanha, conquistou o título feminino dos 100 metros.

| Posição.          | Raia | Atleta           | Nacionalidade | Tempo | Notas            |
| ----------------- | ---- | ---------------- | ------------- | ----- | ---------------- |
| Medalha de ouro   | 4    | Verena Sailer    | Alemanha      | 11.10 | Recorde pessoal  |
| Medalha de prata  | 5    | Véronique Mang   | França        | 11.11 | Recorde pessoal  |
| Medalha de bronze | 3    | Myriam Soumaré   | França        | 11.18 | =                |
| 4                 | 6    | Ezinne Okparaebo | Noruega       | 11.23 | Recorde nacional |
| 5                 | 8    | Mariya Ryemyen   | Ucrânia       | 11.31 |                  |
| 6                 | 2    | Anna Gurova      | Rússia        | 11.36 |                  |
| 7                 | 1    | Yeoryía Koklóni  | Grécia        | 11.36 |                  |
| 8                 | 7    | Christine Arron  | França        | 11.37 |                  |

Legenda
| Recorde mundial       | Recorde mundial (World record)               |                       | Recorde africano                      | Recorde africano (African) |                                           | Q | Classificado por posição (Qualified) |
| Recorde do campeonato | Recorde do campeonato (Championship record)  | Recorde da América    | Recorde da América (Americas)         | q                          | Classificado por melhor tempo (Qualified) |   |                                      |
| Melhor marca do ano   | Melhor marca do ano (World leading)          | Recorde asiático      | Recorde asiático (Asian)              | DNS                        | Não largou (Did not start)                |   |                                      |
| Recorde nacional      | Recorde nacional (National record)           | Recorde europeu       | Recorde europeu (European)            | DNF                        | Não terminou (Did not finish)             |   |                                      |
| Recorde pessoal       | Recorde pessoal do atleta (Personal best)    | Recorde da Oceania    | Recorde da Oceania (Oceania)          | DSQ / DQ                   | Desclassificado (Disqualified)            |   |                                      |
| Recorde da temporada  | Recorde da temporada do atleta (Season best) | Recorde sul-americano | Recorde sul-americano (South America) | NM                         | Sem marca (No mark)                       |   |                                      |